# Župnija Šentvid pri Stični
Župnija Šentvid pri Stični je rimskokatoliška teritorialna župnija Dekanije Grosuplje Nadškofije Ljubljana.

## Zgodovinski razvoj
Župnija Šentvid, ki ima sedež v naselju Šentvidu pri Stični, leži sredi kotline na Dolenjskem podolju. Na severu vas meji na Metnajsko planoto, na jugu pa postopoma pokrajina prehaja pod kraški svet Suhe krajine.
Sama župnija sodi med eno izmed najstarejših pražupnij na Dolenjskem. Prvi zanesljiv vir za njen obstoj najdemo že leta 1016, ko je cesar Henrik II. obdaroval savinjskega grofa Viljema II, z obsežnimi posesvi na obeh straneh reke Save. Tako izvemo, da so prvotno pod ozemlje Šentviške pražupnije z njenmi vikariti v Višnji Gori, Krki in Šmartnem pri Litiji, še župnije v Dobrniču z vikariatom v Žužemberku, Šentrupertu in Trebnjem. Že v drugi polovici 11. stoletja se je od Šentviške župnije odcepila župnija Šentrupert, kmalu zatem pa so sledile še župnije Trebnje in Dobrnič. Šentviška fara je tako dobila takšno obliko teritorija, kakršna je bila skozi srednji vek: raztezala se je od Save na severu in do Krke na jugu.
Ozemlje Šentviške župnije je bilo tesno povezano z bližnjim cistercijanskim samostanom v Stični. Z belimi menihi je povezan tudi prvi podatek, ki župnijo omenja konkretno. Gre za ustanovitev stiškega samostana in posledično, s prihodom cistercijanov v Šentvid leta 1132. S svojo nastanitivijo v Šentvidu so nadzorovali gradnjo stiškega samostana, ki je bil dograjen leta 1135. Zatem je bila župnija še tesneje povezana z opatijo Stična. Vse konca 14. stoletja je župnike v Šentvidu kot ustanovitelj šentviške župnije nastavljal oglejski patriarh. 27. marca 1389 pa je oglejski patriarh Janez Moravski priključil župnijo z vsemi obstoječimi vikariati samostanu Stična. Takšno stanje je trajalo vse do leta 1784, ko je cesar Jožef II. razpustil samostan v Stični. Župnija je sprva pripadla goriški nadškofiji, tri leta kasneje pa ljubljanjski škofiji, katere del je še danes.
Obseg župnije iz srednjega veka ni obstal do danes. Do razpustitve samostana sta najprej nastali še novi župniji v Višnji Gori in Krki. Ob razpustitvi samostana, pa se je oblikovala še župnija Stična. Kljub temu je imela župnija takrat še vedno 20 podružnic in večja v Ljubljanski škofiji je bila samo župnija Stari trg pri Ložu. Večje spremmbe je župnija doživela nato v 20. stoletju. Leta 1970 se je izoblikovala nova župnija s središčem v Velikem Gabru na vzhodu šentviške župnije, dvanajst let kasneje pa se je od Šenvida odcepila še Muljava, ki pa je v praksi že pred tem delovala samostojno s svojim duhovnikom. Danes ima župnija tako poleg župnijske cerkve sv. Vida še 12 podružnic. 

## Cerkve
| #   | Slika                     | Cerkev                       | Kraj               |
| --- | ------------------------- | ---------------------------- | ------------------ |
| 1.  | Klikni za spremembo slike | Cerkev sv. Vida (župnijska)  | Šentvid pri Stični |
| 2.  | Klikni za spremembo slike | Cerkev sv. Janeza Krstnika   | Bukovica           |
| 3.  | Klikni za spremembo slike | Cerkev sv. Petra             | Dob pri Šentviud   |
| 4.  | Klikni za spremembo slike | Cerkev sv. Andreja           | Hrastov Dol        |
| 5.  | Klikni za spremembo slike | Cerkev sv. Lamberta          | Male Pece          |
| 6.  | Klikni za spremembo slike | Cerkev sv. Nikolaja          | Petrušnja vas      |
| 7.  | Klikni za spremembo slike | Cerkev sv. Lenarta           | Pungert            |
| 8.  | Klikni za spremembo slike | Cerkev sv. Antona Puščavnika | Rdeči Kal          |
| 9.  | Klikni za spremembo slike | Cerkev sv. Andreja           | Sobrače            |
| 10. | Klikni za spremembo slike | Cerkev sv. Pavla             | Šentpavel          |
| 11. | Klikni za spremembo slike | Cerkev sv. Roka              | Šentvid pri Stični |
| 12. | Klikni za spremembo slike | Cerkev sv. Ane               | Velike Češnjice    |
| 13. | Klikni za spremembo slike | Cerkev Marije Snežne         | Velike Pece        |

## Osebnosti
- Franc Ksaver Kutnar (1793-1846), lavantinski škof

## Zanimivosti

### Farne spominske plošče
V župniji so postavljene Farne spominske plošče, na katerih so imena vaščanov iz okoliških vasi, ki so padli nasilne smrti na protikomunistični strani v letih 1942-1945. Skupno je na ploščah 201 ime.